# Рейд на косу Тендра (2024)
28 февраля 2024 года ССО Украины провели рейд на Тендровскую косу, которую оккупировали российские войска в ходе своего вторжения в Украину. Операция прошла неудачно для ВСУ, по данным российских источников, погибло около 20 бойцов спецназа.
Тендровская коса — длинный узкий остров-коса на побережье Черного моря, находящийся в Херсонской области. В феврале 2022 года остров попал под российскую оккупацию.

## Ход рейда
Прокремлевский телеграм-канал Mash сообщал, что группа украинских военных на пяти десантных лодках пыталась высадиться на Тендровской косе. Согласно российским источникам, ВС РФ сумели подбить четыре лодки, но пятая лодка сумела уплыть. Минобороны РФ заявило, что в результате «скоротечного боя» погибло «до 25 украинских военнослужащих», а один военный попал в плен. Также российские военные захватили несколько автоматических винтовок AR-15 и SCAR, пулеметов M249, гранатометов M320, СВД. Российские провоенные телеграм-каналы также опубликовали фотографию украинской лодки, в которой по их словам, погибли бойцы ВСУ. Оккупационные власти Херсонской области заявили, что операция ССО проводилась для «пиара» и съемок «постановочного видео» на оккупированной россиянами территории.
Командование ССО Украины заявило, что группа украинского спецназа сумела выполнить «спецзадачу», однако во время ухода вступила в бой с противником. Признав факт потерь, командование ССО не сообщило сколько именно погибло бойцов во время этой миссии. При этом украинская сторона сообщила, что погибшие служили в 73-м морском центре специальных операций.

## Оценки
Журналисты отмечали, что 28 февраля 2024 года в украинских социальных сетях начали появляться сообщения о «черном дне ССО». При этом в комментариях под такими постами украинские военные вели дисскусии о целесообразности этой операции, которая проходила в глубоком тылу российских сил. В марте 2024 года генерал-майор ВСУ Сергей Кривонос писал о том, что хотя бойцы ССО «героически погибли», однако рейд на Тендровскую косу не имел «ни стратического, ни оперативного, ни тактического смысла».
Журналист Юрий Бутусов заявил, что одной из причин провала операции был слишком рискованный ее план, предусматривавший лобовую атаку российских сил на небронированных лодках с расчетом на внезапность атаки, однако украинское командование недооценило противника и возможность организации им организованной обороны. Он сравнил эту операцию с неудачным рейдом украинских сил на остров Змеиный 7 мая 2022 года, и заявил что украинское военное руководство не сделало с той операции необходимых выводов. При этом, по информации Бутусова в ходе рейда на косу Тендра погибло 11 бойцов Украины, ещё 2 пропали без вести, а один попал в плен, тогда как с российской стороны погибло двое военных.